# Новосёловка (Немировский район)
Новосёловка (укр. Новоселівка) — село на Украине, находится в Немировском районе Винницкой области.
Код КОАТУУ — 0523086101. Население по переписи 2001 года составляет 454 человека. Почтовый индекс — 22883. Телефонный код — 4331.
Занимает площадь 2,758 км².

## Адрес местного совета
22883, Винницкая область, Немировский р-н, с. Новосёловка